# Porca misèria
Porca misèria fue una serie de televisión producida por Televisió de Catalunya y Arriska Films, escrita, dirigida y protagonizada por Joel Joan. Consta de cuatro temporadas de trece capítulos cada una, que se emitieron por TV3 entre el 25 de noviembre de 2004 y el 23 de diciembre de 2007.
La cotidianidad se adueña de cada uno de los rincones de esta serie que cuenta historias de personas que tienen jefes que se atribuyen méritos ajenos, de personas vulnerables a la infidelidad, de gente que se compra pantalones estrechos pensando que adelgazará en unos días, de personas enamoradas, aunque sea de la persona equivocada. En resumen: de personas. 
El lema más conocido de los creadores de la serie es: «Porque la vida es como un cerdo: se aprovecha todo».

## Actores y personajes
- Joel Joan - Pere Brunet de Querol
- Anna Sahun - Laia Font
- Roger Coma - Roger Brunet de Querol
- Mercè Martínez - Natàlia Borràs
- Julio Manrique - Àlex Fernández Mira
- Clara Segura - Maria Collado
- Olalla Moreno - Sònia Bofill
- Mercedes Sampietro como Fina Cardona

## Argumento

### Primera temporada
Pere y Laia viven juntos en un piso de alquiler en Barcelona. Pere trabaja en la televisión, de guionista de uno de los programas con más audiencia y con la presentadora más insoportable del planeta. Laia es una bióloga con talento que se dedica a la investigación científica, y que ha desarrollado la paciencia suficiente para soportar las locuras de su novio durante ocho años.
Laia se reencuentra con Àlex, un antiguo novio que vive la vida en un velero que no se mueve del puerto. Por otro lado, pero no demasiado lejos, Roger, el hermano de Pere, es un yuppie adicto al fitness que preside una empresa de bebidas isotónicas y que necesita a una intérprete. Por eso, contrata a Natalia, una políglota que ha probado todas las dietas posibles sin obtener resultados. 
Sólo falta Misèria, una cerdita de laboratorio que vive con Pere y Laia.

### Segunda temporada
Laia intenta adaptarse a una nueva vida en los Estados Unidos. Ha conseguido un buen trabajo que le da muchas satisfacciones, pero la soledad y la distancia no le dejan ser feliz. En Barcelona, Pere la echa de menos e intenta sobrevivir en medio de las broncas de Fina Cardona (la presentadora del programa por el que trabaja) y a presión del trabajo. Natalia está decidida a no dejarse vencer, y Roger no para de meterse en problemas. Àlex tiene que enfrentarse por primera vez al mundo laboral, y descubre que no es tarea fácil. 
En esta segunda temporada aparecen personajes nuevos, además de algunos secundarios que ya aparecieron en la primera entrega. Fina Cardona, Maria, Enric, Txema, Quim, Cefa, Dr. Grimau y Lluís.

### Tercera temporada
La tercera entrega viene cargada de cambios. Pere y Laia reprenden su relación, aunque sus caracteres y la presión en sus respectivos trabajos serán una fuente de conflictos. En la productora, Cardona tiene un problema de salud, y las cosas dan un tumbo radical. Por otro lado, Laia vuelve al laboratorio de Barcelona, pero el Dr. Grimau ya no está y su cargo lo ocupa un examante de la bióloga, Lluís Siureny, con el que tendrá que lidiar.
Sónia, harta de las infidelidades de Roger, le pide el divorcio. Pero entonces, descubre que está embarazada. Roger está decidido a convertirse en el mejor padre del mundo, pero le cuesta entender que las cosas no siempre se hacen a su manera. En su empresa, la situación es desesperada,y la única manera de salvarla es arreglar las cosas con Natalia, que empieza a descubrir que Jordi, el abogado que la ayudó y con el que mantiene una relación, no es tan inocente como parecía.
Àlex y María viven una relación irregular. Ahora es Àlex el que está dispuesto a comprometerse del todo, mientras María no quiere nada estable. Deciden conocer otras personas, y mientras ambos intentan concentrarse en sus respectivos trabajos, parece que uno de los dos sigue enamorado.

## Capítulos
Las fechas y cifras de audiencia hacen referencia a su estreno en Cataluña por TV3.

### Primera temporada
1.01 - Misèria i companyia
1.02 - Ideal parelles
1.03 - Como un burro amarrado en la puerta del baile
1.04 - Sayonara, baby
1.05 -Amors que maten
1.06 -Errare humanum est
1.07 -Boig per tu
1.08 -Eros i thànatos
1.09 -Fes-me un favor
1.10 - Tots tenim un preu
1.11 - Plou
1.12 - Comarcal 13
1.13 - Far west

### Segunda temporada
2.01 - Trucades perdudes
2.02 - Don't worry, be happy
2.03 - Adéu a l'esperança
2.04 - Bitllet obert
2.05 - Tocat i enfonsat
2.06 - Som el que ens falta
2.07 - S.O.S.
2.08 - Libido
2.10 - Canta el pardalet
2.11 - Veïns
2.12 - Sweet Si.teen
2.13 - L'hora de la veritat

### Tercera temporada
3.01 - Els millors anys de les nostres vides
3.02 - En què penses?
3.03 - La gent no canvia
3.04 - Tu no t'hi fiquis
3.05 - La muntanya màgica
3.06 - The Truth Is Out There
3.07 - Amics, amants i altres familiars
3.08 - Quan es tanca una porta, se n'obra una altra
3.09 - L'orgull de l'autor
3.10 - L'home invisible
3.11 - Fes-te valer
3.12 - A la deriva
3.13 - El factor sorpresa

### Cuarta temporada
4.01 - Fent família: 23 de septiembre de 2007 (408.000 espectadores y 14,9% de cuota)
4.02 - No som herois: 30 de septiembre de 2007 (404.000 espectadores y 15,3% de cuota)
4.03 - La síndrome d'Estocolm: 7 de octubre de 2007 (412.000 espectadores y 14,4% de cuota)
4.04 - Una vida avorrida: 14 de octubre de 2007 (375.000 espectadores y 13,9% de cuota)
4.05 - Si és que hi ha cases d'algú: 21 de octubre de 2007 (409.000 espectadores y 14,3% de cuota)
4.06 - Mentre tinguem salut...: 28 de octubre de 2007 (459.000 espectadores y 17% de cuota)
4.07 - El punt feble: 4 de noviembre de 2007 (472.000 espectadores y 15,8% de cuota)
4.08 - Batalla de reines: 11 de noviembre de 2007 (481.000 espectadores y 16,5% de cuota)
4.09 - Amor de mentida: 18 de noviembre de 2007 (430.000 espectadores y 14,8% de cuota)
4.10 - Roger Brunet 1975-2007: 25 de noviembre de 2007 (580.000 espectadores y 19,3% de cuota)
4.11 - Un bon consell: 2 de diciembre de 2007 (455.000 espectadores y 14,5% de cuota)
4.12 - Crim i càstig: 9 de diciembre de 2007 (363.000 espectadores y 13,1% de cuota)
4.13 - Tot final és un inici: 23 de diciembre de 2007 (364.000 espectadores y 12,5% de cuota)

## Premios y nominaciones
- Premio Ondas 2006, Mejor programa de televisión local
- Festival de Televisión de Montecarlo. Finalista, 2005
- Premios Barcelona de Cine. Premio Ficción, 2005
- Premios GAC. Mejor Guion de Serie de Ficción de televisión, 2005
- Premios Radio Asociación. Guardó 1924, 2005